# 에두아르트 프랭켈
에두아르트 다비트 모르티에 프랭켈 FBA (Eduard David Mortier Fraenkel; 1888년 3월 17일-1970년 2월 5일)은 독일 고전학자로 옥스퍼드 대학교에서 1935년부터 1953년까지 코르푸스 크리스티 라틴어 교수를 역임하였다. 독일 제국에서 독일인으로 동화된 유대인 가정에서 태어난 프랭켈은 베를린 대학교와 괴팅겐 대학교에서 고전학을 공부했다. 1934년, 나치당이 제정한 반유대주의 법으로 인해 프랭켈은 영국으로 망명할 수 밖에 없었고, 결국 그곳에서 옥스퍼드 대학교의 코르푸스 크리스티 칼리지에 자리를 잡았다.
프랭켈은 <플라우투스 속 플라우투스주의Plautinisches im Plautus, 1922>라는 로마 희극작가 플라우투스에 관한 단행본 논문을 출판하며 학계에서 명성을 떨쳤다. 이 저서는 프랭켈의 박사논문에서 발전한 것으로, 플라우투스가 이전까지 평가 받아온 것보다 더 혁신적인 극작가였다고 주장하며 로마 희극 연구를 바꿔 놓았다. 1950년, 프랭켈은 그리스 극작가 아이스퀼로스의 <아가멤논>에 관한 3권 분량의 주석서를 출판했는데, 이 주석서에 관해서 고전학자 H. J. 로즈는 "아마도 이제껏 그 어느 그리스 연극이 지닌 것보다 더 박식하다고" 설명한 바 있다. 프랭켈은 대학원 강의에서 은퇴하고 나서 로마 시인 호라티우스에 관한 <호라티우스(1957)>이라는 제목의 단행본 논문을 썼다.
전기 작가들은 프랭켈이 옥스퍼드에서 강의한 것이 끼친 충격에 관해 특별히 주목하는데, 프랭켈은 그곳에서 고전 텍스트들에 관한 세미나를 매주 진행했다. 당시 대학교에서 보기 어려웠던 유럽 학계의 면모를 보여주며, 이 수업들은 많은 옥스퍼드 학부생들의 지적 발전에 영향을 끼쳤다. <아가멤논>에 관한 프랭켈의 세미나는 소설가이자 시인인 아이리스 머독의 시의 주제가 되었다.